# Marcin Cebula
Marcin Cebula (Staszów, 6 dicembre 1995) è un calciatore polacco, centrocampista dello Śląsk Breslavia.

## Caratteristiche tecniche
È un trequartista, in grado di svariare su tutto il fronte d'attacco. Nel Raków Częstochowa viene utilizzato principalmente come esterno sinistro d'attacco, ruolo nel quale è riuscito a divenire più pericoloso sotto porta.

## Carriera

### Club
Acquistato dal Korona Kielce all'età di tredici anni, Cebula completa tutta la trafila delle giovanili con i giallorossi, debuttando in prima squadra nel 2012, all'età di diciassette anni nel match pareggiato 1-1 contro il Polonia Warszawa.
Gioca con il Korona per otto stagioni, prima di passare, il 1º agosto 2020, al Raków Częstochowa.

### Nazionale
Ha fatto parte delle rappresentative Under-19 e Under-20 del proprio Paese.

## Palmarès

### Club

#### Competizioni nazionali
- Coppa di Polonia: 2

Raków Częstochowa: 2020-2021, 2021-2022
- Supercoppa di Polonia: 2

Raków Częstochowa: 2021, 2022
- Campionato polacco: 1

Raków Częstochowa: 2022-2023